# Gazit (Kibbuz)
Gasit (hebräisch גָּזִית) ist ein Kibbuz in Israel. Er gehört zum Regionalverband ʿEmeq Jisreʿel im Nordbezirk Israels.

## Gründung
Eine Gruppe „Irgun Borochov“ ließ sich zum ersten Mal 1943 in Gebiet des heutigen Ortes nieder. Im Sommer 1947 übernahm eine andere Gruppierung namens HaSchomer haẒaʿir den Kibbuz, der ein Jahr später offiziell als Ortschaft gegründet wurde. Die ersten Bewohner waren jüdische Emigranten aus Argentinien, Rumänien und einigen anderen Ländern. 1968 lebten 415 Menschen in Gasit, 2002 schon 581. 2018 war die Bevölkerung auf 725 Personen gestiegen, davon waren 376 Frauen und 349 Männer. 691 der Einwohner waren Juden.

## Name
Der Name stammt ursprünglich aus dem Werk des hebräischen Schriftpropheten Jesaja. In Kapitel 9 Vers 9 heißt es: „Die Ziegelmauern sind gefallen, / jetzt bauen wir mit Quadern“ Ein Quader (hebräisch גָּזִית Gasīt, englisch Dressed Stone) ist ein behauener Naturstein. Steine dieser Art wurden verwendet, um wichtige Bauwerke zu errichten. Gasit steht für Haltbarkeit, Stärke und die Fähigkeit zu bestehen.

## Wirtschaft
Im Kibbuz werden verschiedene Feldfrüchte angebaut. Obstgärten, Mandel- und Olivenhaine sind weitere Einnahmequellen. Die Bewohner betreiben Viehzucht mit Rindern, Schafen und Hühnern. Im Ort gibt es außerdem Kunststoff-, Gummi- und Möbelfabriken. In einer Gemeinschaftskneipe werden soziale Komponenten gefördert.

## Persönlichkeiten
- Eylon Elʿasar (* 2000), Beachvolleyballspieler